# 苏预
苏源明（？—764年），初名苏预，字弱夫，京兆武功（今陝西武功西北）人。
天宝进士，官右拾遺。天宝十二载任东平郡太守，次年秋应召入朝，须昌外尉袁广设宴餞行，累官国子司业。安史之亂時留京师，以病不受伪官。至德二載（757年）擢拔考功郎中、知制誥，乾元元年（758）任中書舍人。终官秘书少监。廣德二年（764年）長安物價飛漲，斗米千文，竟至饿死。杜甫有《八哀诗》诗云：“前后百卷文，枕藉皆禁脔。篆刻扬雄流，溟涨本末浅。”